# Огуни (Ямагата)
Огуни (яп. 小国町 Огуни-мати) — посёлок в Японии, находящийся в уезде Нисиокитама префектуры Ямагата. Площадь посёлка составляет 737,55 км², население — 8133 человека (1 августа 2014), плотность населения — 11,03 чел./км².

## Географическое положение
Посёлок расположен на острове Хонсю в префектуре Ямагата региона Тохоку. С ним граничат города Нагаи, Сибата, Мураками, Тайнай, Китаката, посёлки Ииде, Асахи, Нисикава и село Сэкикава.

## Население
Население посёлка составляет 8133 человека (1 августа 2014), а плотность — 11,03 чел./км². Изменение численности населения с 1980 по 2005 годы:
| 1980 | 12 221 чел. |  |
| 1985 | 12 096 чел. |  |
| 1990 | 11 315 чел. |  |
| 1995 | 10 715 чел. |  |
| 2000 | 10 262 чел. |  |
| 2005 | 9742 чел.   |  |

## Символика
Деревом посёлка считается Fagus crenata, цветком — цветок сакуры, птицей — Cettia diphone.